# Adolphe Alexandre Lesrel
Adolphe Alexandre Lesrel (Genêts, 19 maggio 1839 – Genêts, 25 febbraio 1929) è stato un pittore francese.

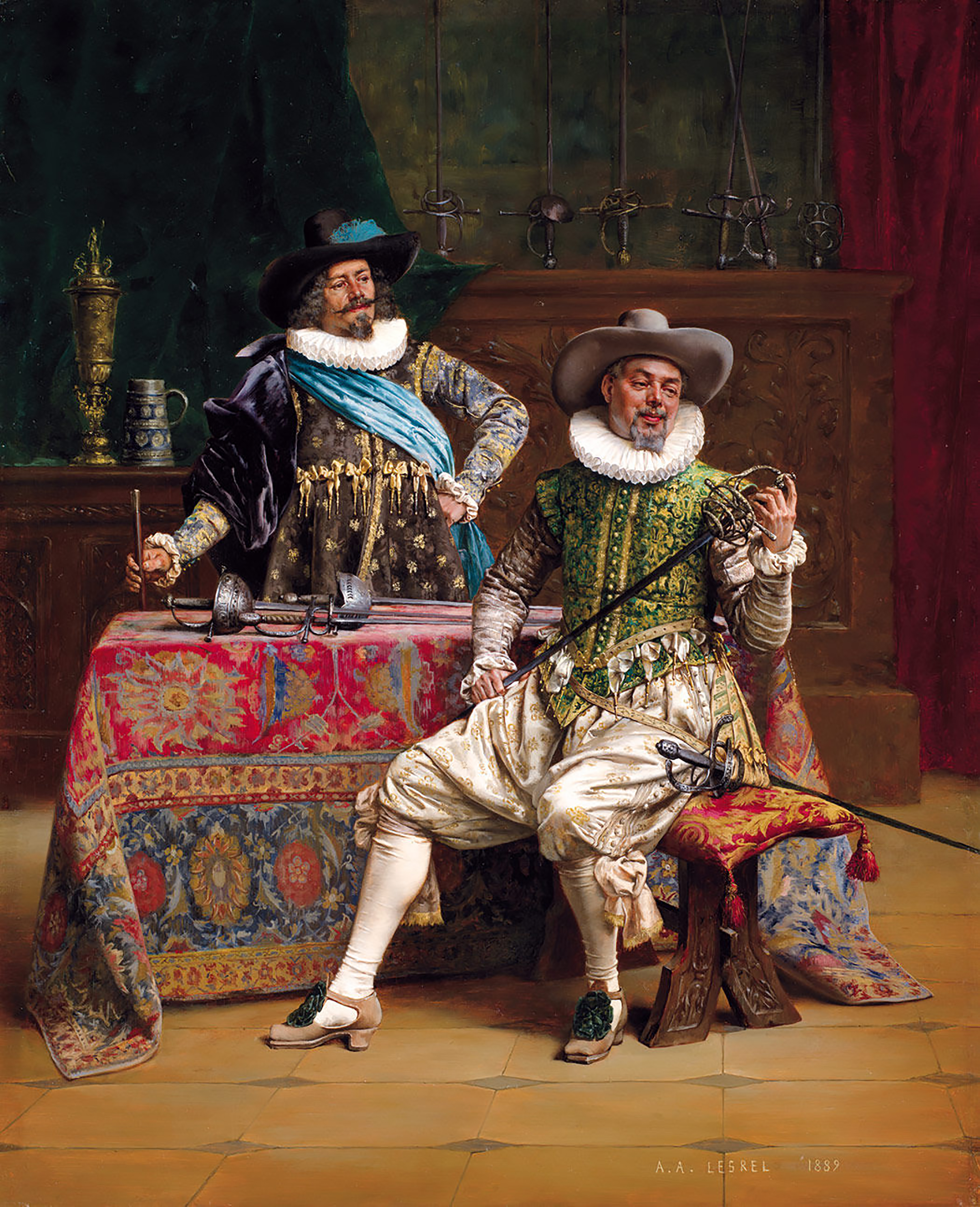
Gli armaioli del re (1886)

All'età di 22 anni entrò nell'École des beaux-arts di Parigi, dove si formò nell'atelier di Jean-Léon Gérôme, di cui seguì lo stile. Ebbe come maestro anche Jean-Louis-Ernest Meissonier.
Restò fedele all'accademismo per tutta la sua vita di pittore.

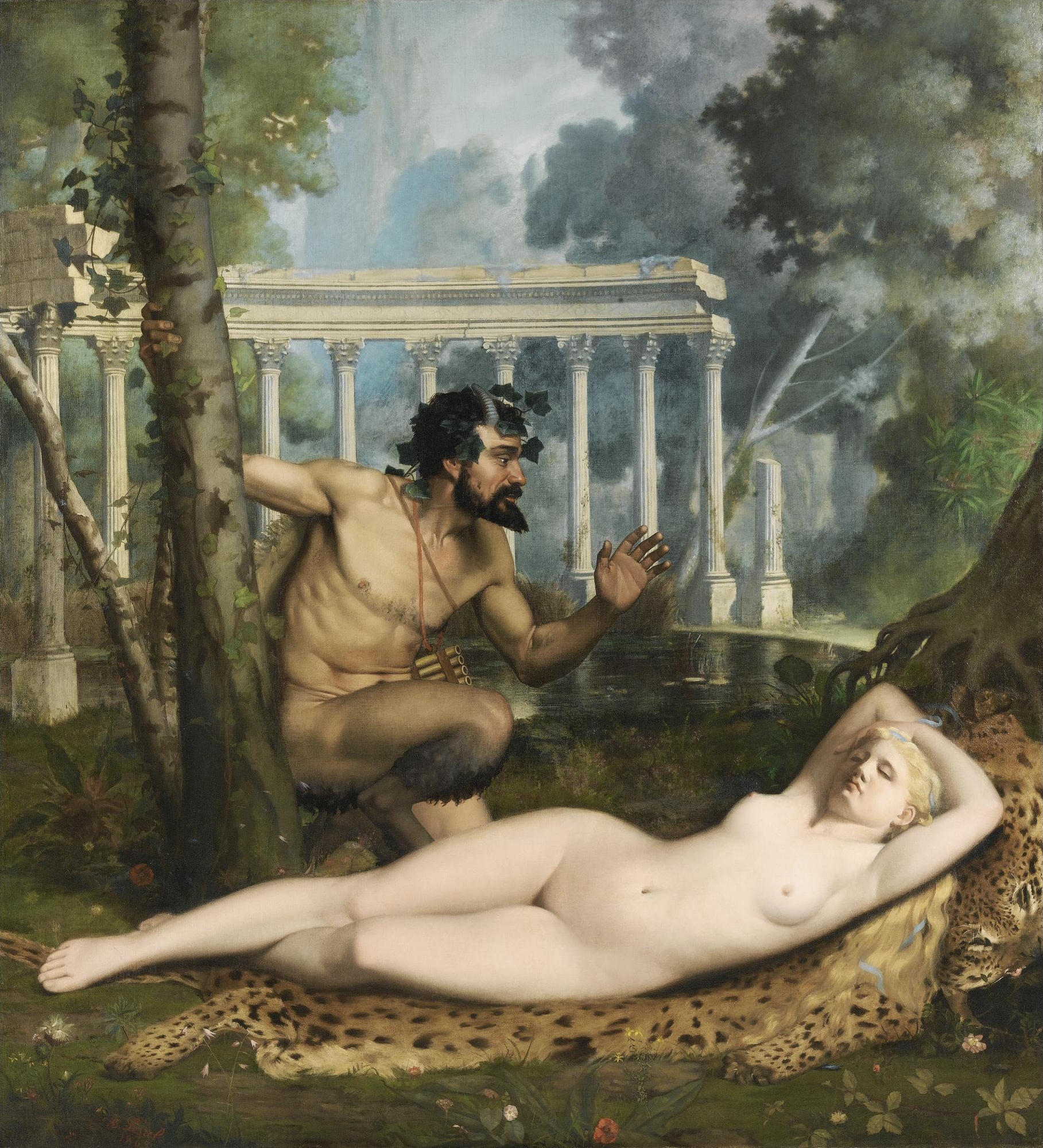
Pan e Venere (1873)

Le sue opere rivelano uno stile meticoloso, con ogni dettaglio reso con la massima esattezza. I colori sono ricchi e vibranti, le vesti e gli oggetti lussuosi compaiono in quasi tutte le sue opere. È da menzionare la straordinaria virtuosità nel rendere in modo realistico i materiali e i tessuti, come l'argento, il vetro, la seta, il velluto, il cuoio e la lana.
La maggior parte delle sue opere sono conservate in collezioni private e musei inglesi e statunitensi.
Due sue opere sono esposte in gallerie d'arte pubbliche francesi: 
- Musée des beaux-arts di Nantes: Le buveur (1894)
- Musée des beaux-arts di Rouen: Gentilshommes dans un tripot (1876)

In un'asta di Sotheby's del 2002 un suo quadro venne venduto per 86500 USD.